# Adam Willits
Adam Charles Willits es un actor australiano, más conocido por haber interpretado a Steven Matheson en la serie Home and Away.

## Biografía
Actualmente Adam trabaja en finanzas.

## Carrera
En 1985 interpretó al señor Scratch en la popular película Mad Max Beyond Thunderdome junto al actor Mel Gibson. 
El 17 de enero de 1988 se unió al elenco de la popular serie australiana Home and Away donde interpretó a Steven "Stevo" Matheson el hijo adoptivo de Pippa Fletcher y Tom Fletcher hasta 1998, luego de que su personaje decidiera irse de la bahía. Adam regresó a la serie como invitado en el 2000, 2002, 2003 y en el 2008 siendo su última aparición el 3 de abril del mismo año. 
En 1991 se unió al elenco de la serie Hampton Court interpretando a Richard Granville. Ese mismo año apareció en el musical Home and Away junto a los actores Julian McMahon, Sharyn Hodgson, Mouche Phillips y Justine Clarke.
En el 2002 apareció como invitado en la serie médica All Saints donde interpretó a Ivan Quinn.

## Filmografía
Series de televisión
| Año               | Serie                 | Personaje         | Notas                        |
| ----------------- | --------------------- | ----------------- | ---------------------------- |
| 1988 - 2003, 2008 | Home and Away         | Steven Matheson   | 579 episodios                |
| 2002              | All Saints            | Ivan Quinn        | episodio "Slings and Arrows" |
| 1991              | Hampton Court         | Richard Granville | 13 episodios                 |
| 1984              | The Maestro's Company | Johnny            | -                            |

Películas
| Año  | Título                          | Personaje   | Notas                                                                       |
| ---- | ------------------------------- | ----------- | --------------------------------------------------------------------------- |
| 1987 | The Perfectionist               | Shaun Gunn  | junto a Jacki Weaver, John Waters, Steven Vidler & Linda Cropper            |
| 1985 | Mad Max Beyond Thunderdome      | Mr. Scratch | junto a Mel Gibson, Bruce Spence, Adam Cockburn, Tina Turner & Frank Thring |
| -    | Anna                            | -           | -                                                                           |
| -    | Damsels Be Damned               | -           | -                                                                           |
| -    | Weekend of the Lonesome Rustler | -           | -                                                                           |

Teatro
| Año  | Obra        | Personaje | Director (a) | Teatro | Notas                                                                      |
| ---- | ----------- | --------- | ------------ | ------ | -------------------------------------------------------------------------- |
| 1983 | All My Sons | -         | Hayes Gordon | -      | junto a Kathleen Allen, Gary Baxter, Ron Graham, Tony Martin & Kaaren Witt |